# Muziekgebouw aan 't IJ

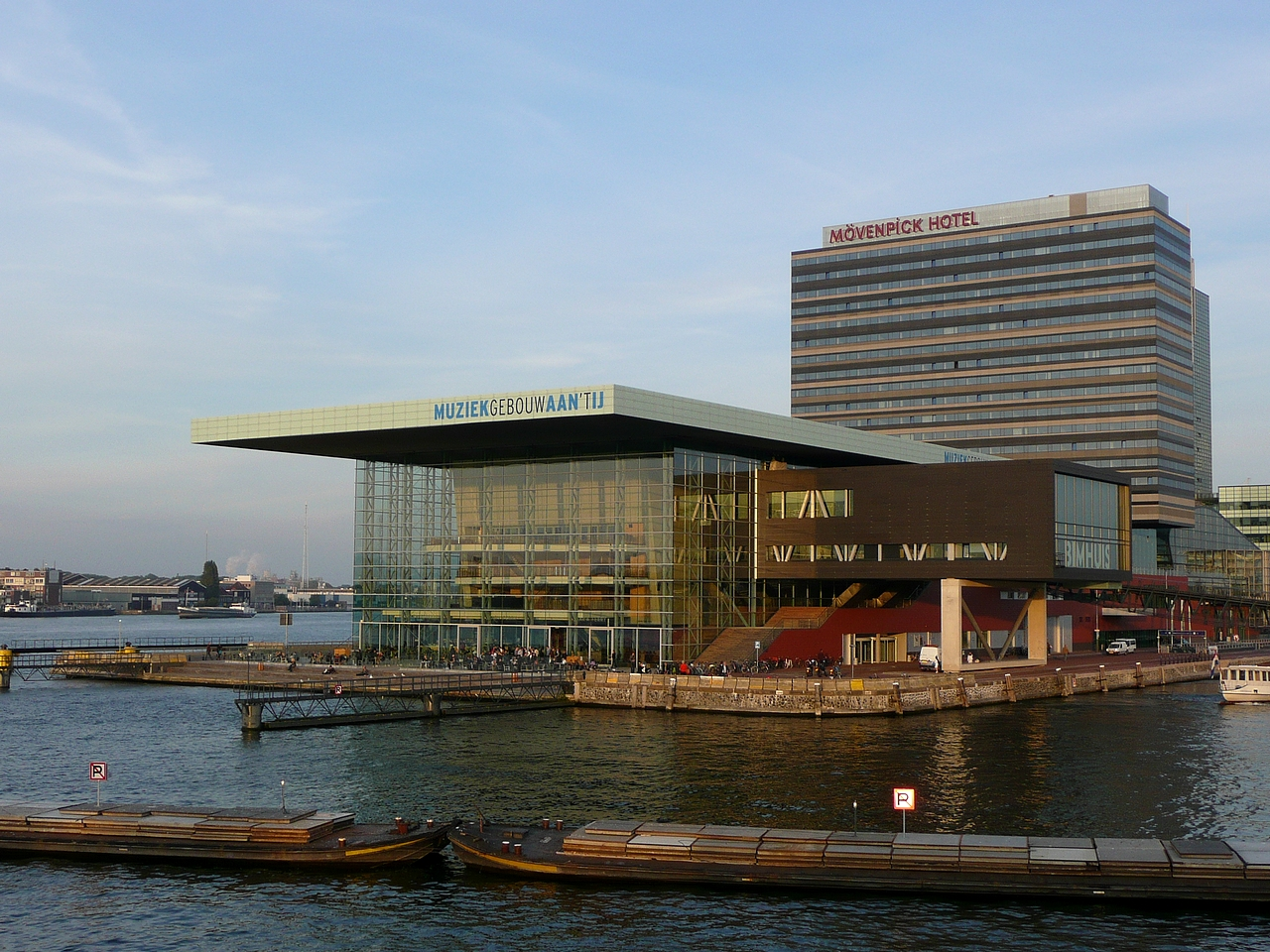
Vue du complexe regroupant le Muziekgebouw aan 't IJ, et le Bimhuis.

Le Muziekgebouw aan 't IJ (« Bâtiment musical sur l'IJ » en néerlandais) est une salle de concert d'Amsterdam, située dans le quartier de l'Oostelijk Havengebied, qui accueille principalement des concerts de jazz et d'improvisation musicale (dans le Bimhuis) ainsi que des spectacles de musique contemporaine. Ouvert en 2005, le complexe conçu par le cabinet d'architectes danois 3XN est construit au-dessus de l'IJ-tunnel, qui relie le centre de la ville à Amsterdam-Noord, quartier situé sur l'autre rive de l'IJ.

## Éducation
Le Sound Lab se compose d'un espace rempli d'une création personnalisée uniques instruments de musique expérimentale. Plus de quatre cents ateliers par an y sont organisés et il est le plus important en Europe sur ce front éducatif.[style à revoir] En juin 2017, le Sound Lab possède actuellement cent instruments différents allant d'une série d'instruments ethniques du monde entier à des instruments étranges connus tels que theremin et hank drum et des instruments plus uniques de constructeurs tels que Yuri Landman, Arvid Jense, Diane Verdonk, Dato Instruments, Makey Makey et autres. La directrice actuelle du Sound Lab est Anouk Diepenbroek.